# Zachary Gordon
Zachary Gordon, né le 15 février 1998 en Californie, est un acteur américain. Il est surtout connu pour son rôle de Greg Heffley dans Journal d'un dégonflé.

## Biographie
Zachary Gordon est né à Oak Park, en Californie, ses parents sont Linda et Ken Gordon. Il a deux frères et sœurs, Josh et Kyle, et a grandi en Californie du Sud. Il est issu d'une famille juive pratiquante, et a étudié dans un lycée public à Oak Park.

## Carrière
Il a fait de nombreuses apparitions à la télévision, notamment dans All of Us (en) et How I Met Your Mother. Il est également apparu en 2008 dans Desperate Housewives.
Il a participé à divers films dont Sex and Death 101, Lower Learning, et le film de Garry Marshall, Mère-fille, mode d'emploi pour lequel il a remporté le Young Artist Award pour son interprétation de Ethan. Il a également joué dans Une arnaque presque parfaite dans le rôlé de Bloom, et aux côtés de Nicolas Cage dans Benjamin Gates et le Livre des secrets en 2007.
Zachary Gordon a également fait des doublages vocaux. Gordon a double le bébé Melman dans le film d'animation Madagascar 2 : La Grande Évasion.
Il incarne la voix de Charly Brown dans la comédie Robot Chicken à partir de 2007.
En juin 2010, 20th Century Fox a annoncé une suite de la série de films du Journal d'un dégonflé : Journal d'un dégonflé : Rodrick fait sa loi en 2011 et Journal d'un dégonflé : Ça fait suer ! en 2012.
Il double également le personnage de Tighnari dans Genshin Impact, en remplacement de Eliott Gindi, dont le contrat a été rompu après les révélations sur des chantages sur diverses personnes.

## Filmographie

### Acteur

#### Cinéma
- 2007 : Because I Said So : Little Arthur (non crédité)
- 2007 : Benjamin Gates et le Livre des secrets : enfant du complot Lincoln
- 2007 : Mère-fille, mode d'emploi : Ethan
- 2007 : Sex and Death 101 : un gosse du barbecue
- 2008 : Desperate Teachers : Frankie Fowler
- 2008 : Madagascar 2 : La Grande Évasion : Baby Melman (voix)
- 2008 : Tout... sauf en famille : Kid in Jump-Jump
- 2008 : Une arnaque presque parfaite : Bloom jeune
- 2010 : Journal d'un dégonflé : Greg Heffley
- 2011 : Journal d'un dégonflé : Rodrick fait sa loi : Greg Heffley
- 2011 : That's What I Am : voix additionnelles
- 2012 : Journal d'un dégonflé : Ça fait suer ! : Greg Heffley
- 2013 : The Incredible Burt Wonderstone : Bully
- 2014 : Gus, petit oiseau, grand voyage : Max (voix anglophone)
- 2014 : The Boxcar Children : Henry (voix)
- 2015 : Huevos: Little Rooster's Egg-cellent Adventure : Rollo (voix anglophone)
- 2015 : Killing Animals : Jeremy
- 2016 : Kingsglaive: Final Fantasy XV : Young Ravus (voix anglophone)
- 2016 : Norm : Norm Cub (voix anglophone, non crédité)
- 2018 : The Gettysburg Address
- 2020 : American Pie Présente : Girls Power (American Pie Presents: Girls' Rules) de Mike Elliott : Emmett
- 2021 : Violet de Justine Bateman : Bradley (comme Zach Gordon)

#### Courts-métrages
- 2007 : The Chubbchubbs Save Xmas
- 2012 : Young Paul Ryan

#### Télévision

##### Séries télévisées
- 2006-2009 : How I Met Your Mother : Grant / Boy
- 2007 : All of Us (en) : Richie
- 2007 : Desperate Housewives : Little Robin Hood
- 2007-2011 : Robot Chicken : Charlie Brown / Linus Van Pelt / Franklin
- 2008 : MADtv : The Joker
- 2008 : The Mighty B! : Gwen's Brother #4
- 2008-2009 : Manny et ses outils : Little Lopart
- 2008-2010 : Batman : L'Alliance des héros : Young Bruce Wayne / Young Aqualad / Kid #1
- 2008-2010 : Ni Hao, Kai-Lan : San San / Larger Mouse / Snail #2 / ...
- 2009 : 24 Heures chrono : un enfant de huit ans
- 2009-2010 : Agent Spécial Oso : Rasheed / Tyler
- 2011 : Childrens Hospital : Mike
- 2011-2014 : Bubble Guppies : Gil
- 2012 : Les Griffin
- 2012 : R.L. Stine's The Haunting Hour : Seth
- 2013 : Oncle Grandpa : Belly (Boy) (segment "Belly Brothers")
- 2014 : C'est moi le chef ! : Andrew
- 2016 : Dead of Summer : Un été maudit : Blotter
- 2016-2017 : Star Wars Rebels : Mart Mattin / Imperial Technician #1
- 2017 : Good Doctor : Brandon
- 2019 : Good Trouble : Tate Wilson

##### Téléfilms
- 2008 : David's Situation : Little David
- 2009 : Afro Samurai: Resurrection : Kotaro (voix anglophone)
- 2012 : Bubble Puppy's Fin-tastic Fairytale Adventure : Gil (voix anglophone)
- 2012 : The Unprofessional : Dylan
- 2013 : Un Noël sans fin : Pete Kidder

### Réalisateur

#### Téléfilms
- 2016 : Pals

## Prix et Nominations
| Récompenses        | Année     | Catégorie                                                                                             | Résultat   | Film/Serie                                  |
| ------------------ | --------- | --- | ---------- | ------------------------------------------- |
| Young Artist Award | 2008 (en) | Meilleure performance dans un long métrage - Soutenir les jeunes Acteur (comédie ou comédie musicale) | Lauréat    | Mère-fille, mode d'emploi                   |
| Sierra Award       | 2010      | Jeunesse dans les films                                                                               | Nomination | Journal d'un dégonflé                       |
| Young Artist Award | 2011 (en) | Meilleure performance dans un film caractéristique - Rôle Principal (Jeunesse) (en)                   | Nomination | Journal d'un dégonflé                       |
| Young Artist Award | 2011 (en) | Meilleure Performance dans un film caractéristique - Ensemble de Jeunes acteurs                       | Lauréat    | Journal d'un dégonflé                       |
| Young Artist Award | 2012 (en) | Meilleure Performance dans un film caractéristique - Rôle Principal (Jeunesse) (en)                   | Nomination | Journal d'un dégonflé : Rodrick Fait sa Loi |
| Young Artist Award | 2013 (en) | Meilleure performance dans un film caractéristique - Rôle Principal (Jeunesse) (en)                   | Nomination | Journal d'un dégonflé : Ça fait suer !      |
| Young Artist Award | 2013 (en) | Meilleure Performance dans un film caractéristique - Ensemble de Jeunes acteurs                       | Lauréat    | Journal d'un dégonflé : Ça fait suer !      |